# 1981 în artă
← 1978 în artă — 1979 în artă — 1980 în artă ——  1981 în artă  —— 1982 în artă — 1983 în artă — 1984 în artă →
1980 în artă implică o serie de evenimente:

## Premii

### Premii oriunde
- Premiul Archibald – Archibald Prize -
- Premiul Beck's Futures – Beck's Futures -
- Premiul Hugo Boss – Hugo Boss Prize –
- Premiul John Moores Painting - John Moores Painting Prize -
- Premiul Turner – Turner Prize –

## Filme
Informații suplimentare: 1981 în film

## Decese
- 1 ianuarie
- 19 ianuarie
- 31 ianuarie
- 6 februarie  —
- 10 martie —
- 10 mai —
- 17 august –
- 3 septembrie —
- 10 septembrie —
- 3 noiembrie —
- 15 noiembrie –
- 12 decembrie

## Nașteri
- 13 martie –
- 18 mai –
- 3 iunie –
- 28 august –
- 3 septembrie –
- 13 noiembrie –
- 29 decembrie –

## Galerie de imagini (lucrări din 1981)
- Lucrări reprezentative